# Найдзішув
Найдзішув (пол. Najdziszów) — село в Польщі, у гміні Меженциці Бендзинського повіту Сілезького воєводства.
Населення — 184 особи (2011).
У 1975-1998 роках село належало до Катовицького воєводства.

## Демографія
Демографічна структура станом на 31 березня 2011 року:
|          | Загалом | Допрацездатний вік | Працездатний вік | Постпрацездатний вік |
| -------- | ------- | ------------------ | ---------------- | -------------------- |
| Чоловіки | 95      | 19                 | 63               | 13                   |
| Жінки    | 89      | 11                 | 53               | 25                   |
| Разом    | 184     | 30                 | 116              | 38                   |